# Tipula (Microtipula) carib
Tipula (Microtipula) carib is een tweevleugelige uit de familie langpootmuggen (Tipulidae). De soort komt voor in het Neotropisch gebied.